# Tregua
Se llama tregua a la cesación de hostilidad por determinado tiempo entre los enemigos que tienen rota o pendiente la guerra sin que por ello quede terminada. 
La duración de una tregua puede variar de algunos días a muchos años. Por lo común es general, es decir, que alcanza a todos los países sometidos a ambas potencias beligerantes. Si queda restringida nada más que a algunos lugares en particular se llama armisticio. Si solo tiene por objeto realizar el cumplimiento de algunas medidas indispensables como el entierro de los muertos, se llama suspensión de armas. 
Se llama tregua mercantil a la tregua durante la cual se permite el comercio entre dos estados en guerra.

## Expresiones relacionadas
- No dar tregua: no dejar de hostigar o perseguir a una persona u objetivo.